# Thomas Wilson (componist)
Thomas (Brendan) Wilson (Trinidad (Colorado), 10 oktober 1927 – 12 juni 2001) was een Schots componist en muziekpedagoog. Hij is uit Britse ouders geboren in de Verenigde Staten en vertrok al spoedig naar Schotland.

## Levensloop
Wilson was pas 17 maanden oud, toen zijn familie vertrok naar het Verenigd Koninkrijk. Hij kwam in de regio Glasgow te wonen, waar hij de meeste tijd van zijn leven verbleef. Hij werd opgeleid aan het "St. Mary's College" te Aberdeen.
Hij diende bij de Royal Air Force van 1945 tot 1948. Hij studeerde muziek aan de Universiteit van Glasgow. In 1957 gaf hij lezingen aan deze universiteit, waar hij later ook docent en weer later professor werd. Vanaf 1990 was hij ook verbonden aan de Royal Scottish Academy of Music and Drama te Glasgow.
Hij was (bestuurs-)lid van verschillende organisaties zoals de Scottish Arts Council, The New Music Group of Scotland, The Society for the Promotion of New Music, The Composers' Guild of Great Britain, waar hij van 1986 tot 1989 voorzitter was en dat nu overgegaan is tot British Association of Composers and Songwriters en van de Scottish Society of Composers, die hij mee oprichtte.
Als componist schreef hij werken voor bijna alle genres. In 1990 werd hij onderscheiden als Officier in de Orde van het Britse Rijk (O.B.E.).

## Composities

### Werken voor orkest

#### Symfonieën
- 1955 Symfonie Nr. 1
- 1965 Symfonie Nr. 2, voor orkest
- 1979 Symfonie Nr. 3, voor orkest
- 1988 Symfonie Nr. 4 - "Passeleth Tapestry", voor orkest
- 1998 Symfonie Nr. 5, voor orkest

#### Concerten voor instrumenten en orkest
- 1985 Concerto, voor piano en orkest
- 1987 Concerto, voor altviool en orkest
- 1993 Concerto, voor viool en orkest
- 1996 Concerto, voor gitaar en orkest
- Concertino, voor piano en strijkorkest

#### Andere werken voor orkest
- 1959 Toccata, voor orkest
- 1960 Variations For Orchestra, voor orkest
- 1964 Pas De Quoi, zes kleine dansen voor strijkorkest
- 1967 Concerto For Orchestra, voor orkest
- 1967 Touchstone, voor orkest
- 1970 Threnody, voor orkest
- 1972 Ritornelli Per Archi, voor strijkorkest
- 1981 Mosaics, voor orkest
- 1982 Introit, voor orkest
- 1986 St Kentigern Suite, voor strijkorkest
- 1990 Carillon, ter gelegenheid van de opening van de "Royal Concert Hall" in Glasgow

### Werken voor brassband
- 1967 Sinfonietta voor de "National Youth Brass Band of Scotland"
- 1969 Cartoon for Cornet
- 1984 Refrains and Cadenzas, verplicht werk tijdens de Europese Brassband Kampioenschappen in 1984

### Missen en gewijde muziek
- 1951 By The Waters Of Babylon, voor gemengd koor
- 1955 Missa Brevis (St. Augustine), voor gemengd koor
- 1956 Mis in d-klein, voor gemengd koor
- 1964 Carmina Sacra, voor hoge stem, harp en strijkers
- 1964 Missa Brevis, voor gemengd koor
- 1966 Pater Noster, voor gemengd koor
- 1967 A Babe is Born, voor gemengd koor en orgel
- 1967 Ave Maria, voor gemengd koor
- 1968 My Soul Longs For Thee, My God, voor gemengd koor en orgel
- 1970 Hymn To The Trinity, voor unisono koor, orgel en orkest
- 1970 Missa Pro Mundo Conturbato, voor kamerkoor, 2 slagwerkers, harp en strijkers
- 1970 Stonelaw: I Greet Thee, Who My Sure Redeemer Art, voor unisono koor en orgel
- 1971 Te Deum, voor groot koor en orkest
- 1971 Sequentiae Passions, voor gemengd koor en orkest
- 1974 There Is No Rose, voor gemengd koor
- 1975 Hymn: St. John Ogilvie, voor zangstem en piano
- 1977 Songs Of Hope And Expectation, voor gemengd koor, piano (of orgel, of klavecimbel) en strijkers
- 1983 The Lord Bless You And Keep You, voor unisono koor en orgel
- 1989 Amor Christi, voor koor en orkest -tekst: Sir Walter Scott, Edwin Muir, George Mackay Brown
- 1992 Cantigas Para Semana Santa, voor kamerkoor
- 1993 Confitemini Domino, voor gemengd koor, koperkwintet en orgel
- Mass in Polyphonic Style, voor gemengd koor
- Rutherglen: Light Of The Anxious Heart, voor unisono koor en orgel
- Short Mass, voor gemengd koor

### Toneelwerken

#### Opera's
| Voltooid in | titel                                 | aktes   | première                          | libretto                                                                                                   |
| ----------- | ------------------------------------- | ------- | --------------------------------- | --- |
| 1968        | The Charcoal Burner                   | 1 akte  | 16 maart 1969, BBC Radio 4        | Edwin Morgan                                                                                               |
| 1975        | The Confessions of a Justified Sinner | 3 aktes | 15 juni 1976, York, York Festival | John Currie gebaseerd op de novel The Private Memoirs and Confessions of a Justified Sinner van James Hogg |

#### Balletten
| Voltooid in | titel             | aktes | première                                   | libretto | choreografie |
| ----------- | ----------------- | ----- | ------------------------------------------ | -------- | ------------ |
| 1973        | Embers of Glencoe |       | 28 september 1973, Scottish Theatre Ballet |          |              |

### Werken voor koren
- 1967 Night Songs, voor gemengd koor - tekst: William Shakespeare, Hilaire Belloc
- 1992 My Soul Longs For Thee, voor vrouwenkoor

### Vocale muziek
- 1961 Three Orkney Songs, voor sopraan, bariton, dwarsfluit, hobo, viool, cello en piano - tekst: George Mackay Brown
- 1962 Six Scots Songs, voor zangstem en piano
- 1965 Auld Robin Gray (The Kelvin Series of Scots Songs), voor zangstem en piano
- 1976 Ubi Caritas Et Amor, voor twee tenoren, twee bariton en bas
- 1977 One Foot In Eden, voor mezzosopraan, dwarsfluit, klarinet, harp, piano, elektronische orgel, slagwerk, viool, altviool en cello - tekst: Edwin Muir
- 1983 The Willow Branches, zeven Chinese liederen voor mezzosopraan, 2 dwarsfluiten, 2 hobo's, 2 klarinetten, 2 fagotten, 2 hoorns, harp, celesta, slagwerkers, pauken en strijkers
- Adieu Dundee (The Kelvin Series of Scots Songs), voor zangstem en piano - tekst: Lord Neaves
- A Highland Lad My Love was Born (The Kelvin Series of Scots Songs), voor zangstem en piano - tekst: Robert Burns
- The Piper of (o') Dundee (The Kelvin Series of Scots Songs), voor zangstem en piano

### Kamermuziek
- 1958 Strijkkwartet Nr. 3, op. 21
- 1962 Sonata, voor klarinet en piano
- 1972 Canti Notturni, voor dwarsfluit (altfluit), klarinet (basklarinet), viool, altviool, cello en piano
- 1978 Strijkkwartet Nr. 4
- 1990 Chamber Symphony, voor dwarsfluit, hobo, klarinetten (basklarinet), fagot, 2 hoorns, trompet, 2 violen, altviool, cello en contrabas
- 1996 Threads, voor basklarinet, marimba en vibrafoon
- 1997 Fioritura II, voor hobo en klavecimbel
- Music For Sunset Song, voor hobo, harp, viool, altviool en cello

### Werken voor orgel
- 1990 Toccata Festevole

### Werken voor piano
- 1954 Suite, op. 10
- 1959/1964 Piano Sonata
- 1961 Reverie
- 1961 Valse Viennoise (Hommage á Alban Berg)
- 1983-1987 Incunabula

### Werken voor gitaar
- 1971 Coplas Del Ruisenor
- 1977 Cancion
- 1980 Dreammusic